# Steve Huffman
Steve Huffman (The Plains, 12 de noviembre de 1983), también conocido por su nombre de usuario en Reddit, spez (/spɛz/), es un desarrollador web y empresario estadounidense. Es el cofundador y director general de Reddit, un sitio web de noticias y debates sociales, que se encuentra entre los 20 sitios web más visitados del mundo. También es cofundador del motor de búsqueda de tarifas aéreas Hipmunk.

## Primeros años y educación
Steve Huffman creció en Warrenton, Virginia. A los 8 años empezó a programar ordenadores. Se graduó en 2001 en la escuela Wakefield de The Plains (Virginia). En la Universidad de Virginia (UVA) estudió informática y se graduó en 2005.

## Carrera
Durante las vacaciones de primavera de su último año en la UVA, Huffman y su compañero de habitación Alexis Ohanian viajaron a Boston (Massachusetts) para asistir a una conferencia del programador y empresario Paul Graham. Huffman y Ohanian hablaron con Graham después de la conferencia y éste les invitó a solicitar su ingreso en la incubadora de empresas Y Combinator. Huffman propuso su idea original, My Mobile Menu, que pretendía permitir a los usuarios pedir comida por SMS. La idea fue rechazada, pero Graham pidió a Huffman y Ohanian que se reunieran con él en Boston para presentar otra idea para una empresa emergente; fue en esta sesión de brainstorming donde se creó la idea de lo que Graham llamó la "primera página de Internet". Huffman y Ohanian fueron aceptados en la primera promoción de Y Combinator. Huffman codificó todo el sitio en Lisp. Él y Ohanian lanzaron Reddit en junio de 2005, financiado por Y Combinator.
La audiencia del sitio creció rápidamente en sus primeros meses y, en agosto de 2005, Huffman se dio cuenta de que su base habitual de usuarios había crecido tanto que ya no necesitaba llenar él mismo la portada con contenido. A los 23 años, Huffman y Ohanian vendieron Reddit a Condé Nast el 31 de octubre de 2006, por una cifra que, según se informa, oscila entre los 10 y los 20 millones de dólares. Huffman permaneció en Reddit hasta 2009, cuando dejó su papel de director general en funciones.
Huffman pasó varios meses de mochilero en Costa Rica antes de crear el sitio web de viajes Hipmunk con Adam Goldstein, autor y desarrollador de software, en 2010. Financiado por Y Combinator, Hipmunk se lanzó en agosto de 2010 con Huffman como director de tecnología. En 2011, Inc. incluyó a Huffman en su lista de 30 menores de 30 años.
En 2014, Huffman dijo que su decisión de vender Reddit había sido un error, y que el crecimiento del sitio había superado sus expectativas. El 10 de julio de 2015, Reddit contrató a Huffman como consejero delegado tras la dimisión de Ellen Pao y en un momento especialmente difícil para la empresa. Al reincorporarse a la empresa, los principales objetivos de Huffman incluían el lanzamiento de las aplicaciones de Reddit para iOS y Android, la reparación del sitio web móvil de Reddit y la creación de una infraestructura de pruebas A/B.
Desde su regreso a Reddit, Huffman instituyó una serie de mejoras tecnológicas, como una mejor experiencia móvil y una infraestructura más sólida, así como nuevas directrices de contenido. Éstas incluyen la prohibición de contenidos que inciten a la violencia, la puesta en cuarentena de algunos materiales que los usuarios podrían considerar ofensivos y la eliminación de comunidades "que existen únicamente para... hacer que Reddit sea peor para todos los demás". Poco después de su regreso, Huffman escribió que "ni Alexis ni yo creamos Reddit para que fuera un bastión de la libertad de expresión, sino como un lugar en el que se pudiera debatir de forma abierta y honesta." En una entrevista de 2012, Ohanian había utilizado la misma frase para describir Reddit, como señalaron The New Yorker y The Verge.
Huffman también trabajó para que el sitio fuera más amigable con los anunciantes y dirigió los esfuerzos para alojar vídeos e imágenes en el sitio. A finales de 2016, Huffman fue el centro de la polémica por alterar las publicaciones en un subreddit popular entre los partidarios de Donald Trump, /r/The Donald. Tras las críticas de los usuarios de Reddit, deshizo el cambio y emitió una disculpa. A partir de 2017, Huffman lideró el rediseño del sitio web de Reddit con su primera gran actualización visual en una década. Huffman dijo que el sitio había parecido un "Craigslist distópico" cuyo aspecto anticuado disuadía a los nuevos usuarios. El desarrollo del nuevo sitio llevó más de un año, y el rediseño se lanzó en abril de 2018.
En 2020, la revista Fortune lo incluyó en su lista 40 Under 40 en la categoría de tecnología.

## Controversias y crítica

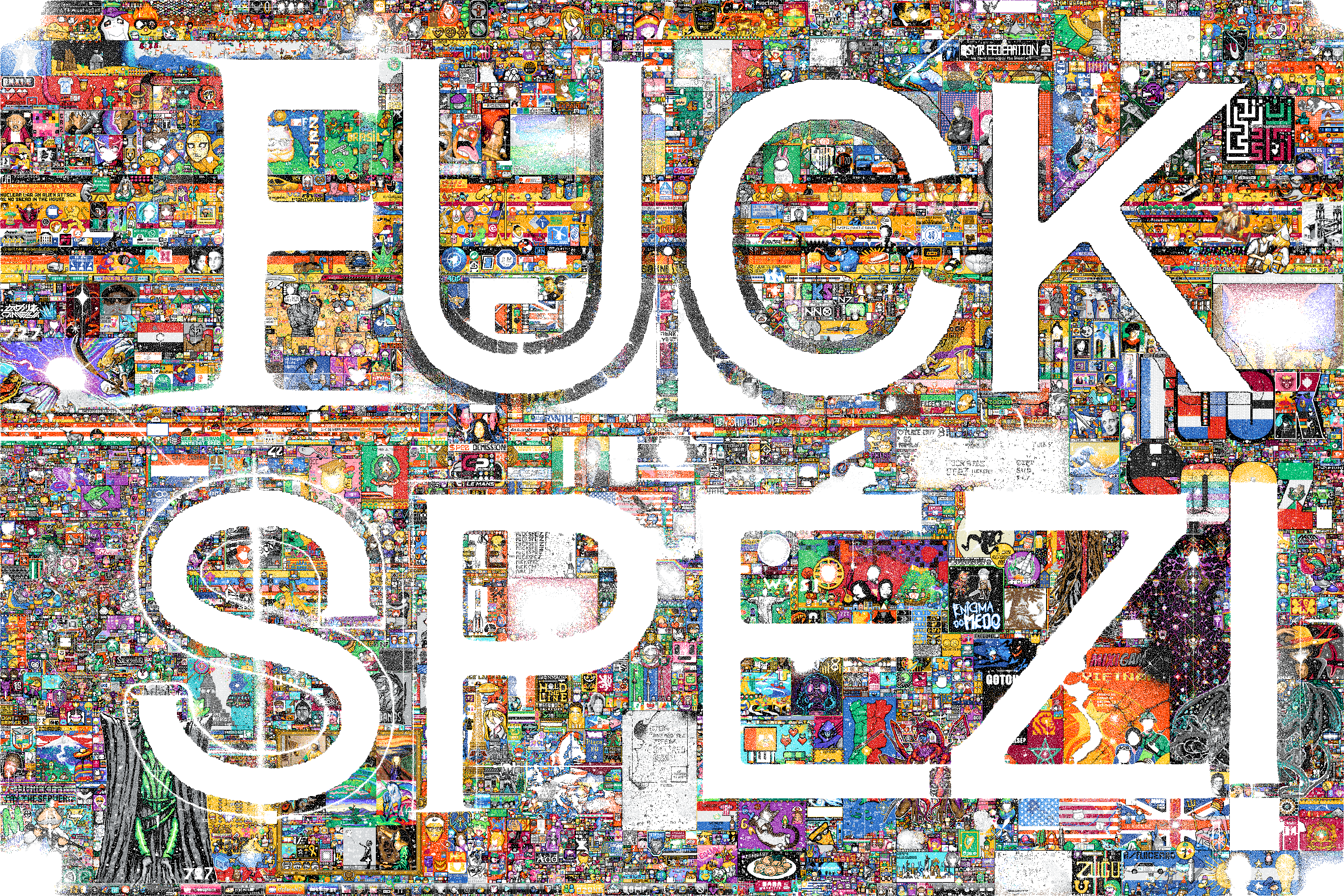
Una instantánea de usuarios uniéndose para escribir "¡A la mierda con Spez!" en el lienzo de r/place durante el tiempo en blanco.

### Polémica por la modificación de los comentarios
El 23 de noviembre de 2016, un miembro de un subreddit dedicado a Donald Trump, /r/The_Donald, publicó pruebas que indicaban que los administradores de Reddit habían modificado múltiples comentarios de usuarios dentro del subreddit. Tras esta publicación, Huffman asumió la responsabilidad de las modificaciones de los comentarios, escribiendo que "Nuestro equipo de la comunidad está bastante cabreado conmigo, así que seguramente no volveré a hacer esto". Sus modificaciones administrativas consistieron en cambiar una frase insultante específica, en varios comentarios, para que pareciera que los insultos iban dirigidos a los moderadores del subreddit en lugar de a él. En un post de Reddit, Huffman escribió que "trastocó" algunos de los comentarios, pero que "restauró los comentarios originales después de menos de una hora." El 30 de noviembre de 2016, Huffman anunció que los posts pegajosos de /r/The_Donald ya no aparecerían en r/all, afirmando que los moderadores de la comunidad estaban abusando de la función con el fin de "lanzar posts a r/all, a menudo de manera antagónica al resto de la comunidad."

### Black Lives Matter
El 1 de junio de 2020, Huffman publicó una carta abierta como CEO de Reddit, titulada "Remember to be Human - Black lives matter", en la que abordaba el tema del racismo en la plataforma.
La ex consejera delegada de Reddit, Ellen Pao, denunció la carta de Huffman con un tuit en su perfil oficial de Twitter, en el que decía que Reddit llevaba tiempo aprobando el racismo y que la plataforma «monetiza la supremacía blanca». Los populares subreddits de la NBA y la NFL estuvieron de acuerdo con Pao, oscureciendo sus secciones durante 24 horas.

## Activismo por la neutralidad de la red
Huffman es un defensor de las normas de neutralidad de la red. En 2017, Huffman declaró a The New York Times que, sin las protecciones de la neutralidad de la red, "se da a los proveedores de servicios de Internet la capacidad de elegir ganadores y perdedores". En Reddit, Huffman instó a los redditors a expresar su apoyo a la neutralidad de la red y a ponerse en contacto con sus representantes electos en Washington D. C. Huffman dijo que la derogación de las normas de neutralidad de la red ahoga la competencia. Dijo que él y Reddit seguirían defendiendo la neutralidad de la red.

## Vida personal
Huffman vive en San Francisco, California. Es mentor de los aspirantes a programadores en los coding bootcamp, incluida la Academia Hackbright. Huffman fue instructor de cursos de aprendizaje electrónico sobre desarrollo web de Udacity. Forma parte de la junta de asesores del Centro de Tecnología y Sociedad de la Liga Antidifamación.
Huffman es bailarín de salón. En la UVA, Huffman compitió en competiciones intercolegiales. Huffman se casó en 2009, pero ahora está divorciado.